# Giải Grammy cho trình diễn giọng rock nữ xuất sắc nhất
Giải Grammy cho trình diễn giọng rock nữ xuất sắc nhất (tiếng Anh: Grammy Award for Best Female Rock Vocal Performance) là một hạng mục nằm trong giải Grammy – giải thưởng ra đời vào năm 1958 và có tên gọi đầu tiên là giải Gramophone. Giải thưởng này được trao cho các tác phẩm âm nhạc (album hoặc bài hát) chứa phần thể hiện giọng hát của nghệ sĩ thu âm nữ thuộc thể loại nhạc rock. Mục đích ra đời của giải thưởng, cũng như một số hạng mục của giải Grammy do Viện hàn lâm Khoa học và Nghệ thuật Thu âm Quốc gia Hoa Kỳ tổ chức thường niên là để "tôn vinh các cá nhân/tập thể có thành tựu nghệ thuật, kỹ thuật xuất sắc trong lĩnh vực thu âm, mà không xét đến doanh số bán album hay vị trí trên các bảng xếp hạng âm nhạc".
Với tên gọi đầu tiên là giải Grammy cho trình diễn giọng rock – nữ xuất sắc nhất (Grammy Award for Best Rock Vocal Performance, Female) năm 1980, giải thưởng đầu tiên được trao cho Donna Summer. Bắt đầu từ lễ trao giải vào năm 1995, tên gọi của giải thưởng được đổi thành trình diễn giọng nữ xuất sắc nhất (Best Female Rock Vocal Performance). Tuy nhiên vào các năm 1988, 1992, 1994 và từ sau năm 2005, hạng mục này được hợp nhất với giải Grammy cho trình diễn giọng rock nam xuất sắc nhất, rồi trở thành hạng mục dành cho cả hai giới với tên gọi giải Grammy cho trình diễn giọng rock – độc tấu xuất sắc nhất (Grammy Award for Best Solo Rock Vocal Performance). Sau đó, hạng mục được đổi tên tiếp thành trình diễn giọng rock độc tấu xuất sắc nhất (Best Solo Rock Vocal Performance), bắt đầu vào năm 2005. Sự hợp nhất này đã bị chỉ trích, đặc biệt khi các nghệ sĩ nữ không được đề cử hạng mục độc tấu. Viện hàn lâm chỉ ra lý do hợp nhất các hạng mục là vì thiếu các bản thu nhạc đủ điều kiện được đề cử ở hạng mục của nữ. Khi mà giải thưởng không được tổ chức nữa từ sau lần hợp nhất hạng mục vào năm 2005, Viện hàn lâm đã đưa ra tuyên bố ngừng trao giải thưởng này.
Pat Benatar, Sheryl Crow và Tina Turner là những người nắm kỷ lục thắng cử nhiều nhất ở hạng mục này. Mỗi người đã có tới bốn lần chiến thắng. Melissa Etheridge và Alanis Morissette được trao giải hai lần cho mỗi người. Bài hát "There Goes the Neighborhood" của Crow đã nhận được hai lần đề cử: một đề cử cho phiên bản từ album The Globe Sessions vào năm 1999 (nhưng thua bài "Uninvited" của Morissette) và một đề cử cho bản diễn trực tiếp trích từ album Sheryl Crow and Friends: Live from Central Park – và đã thắng cử vào năm 2001. Kể từ khi ra đời, các nghệ sĩ người Mỹ đã được vinh danh nhiều hơn bất cứ quốc gia nào khác, dù cho các nghệ sĩ Canada cũng có ba lần đoạt giải. Stevie Nicks nắm giữ kỷ lục nhiều đề cử nhất (năm lần) mà chưa thắng cử lần nào.

## Danh sách thắng cử
| Năm[I]   | Người thắng cử    | Tác phẩm                                  | Tên đề cử | Chú thích |
| -------- | ----------------- | ----------------------------------------- | --- | --------- |

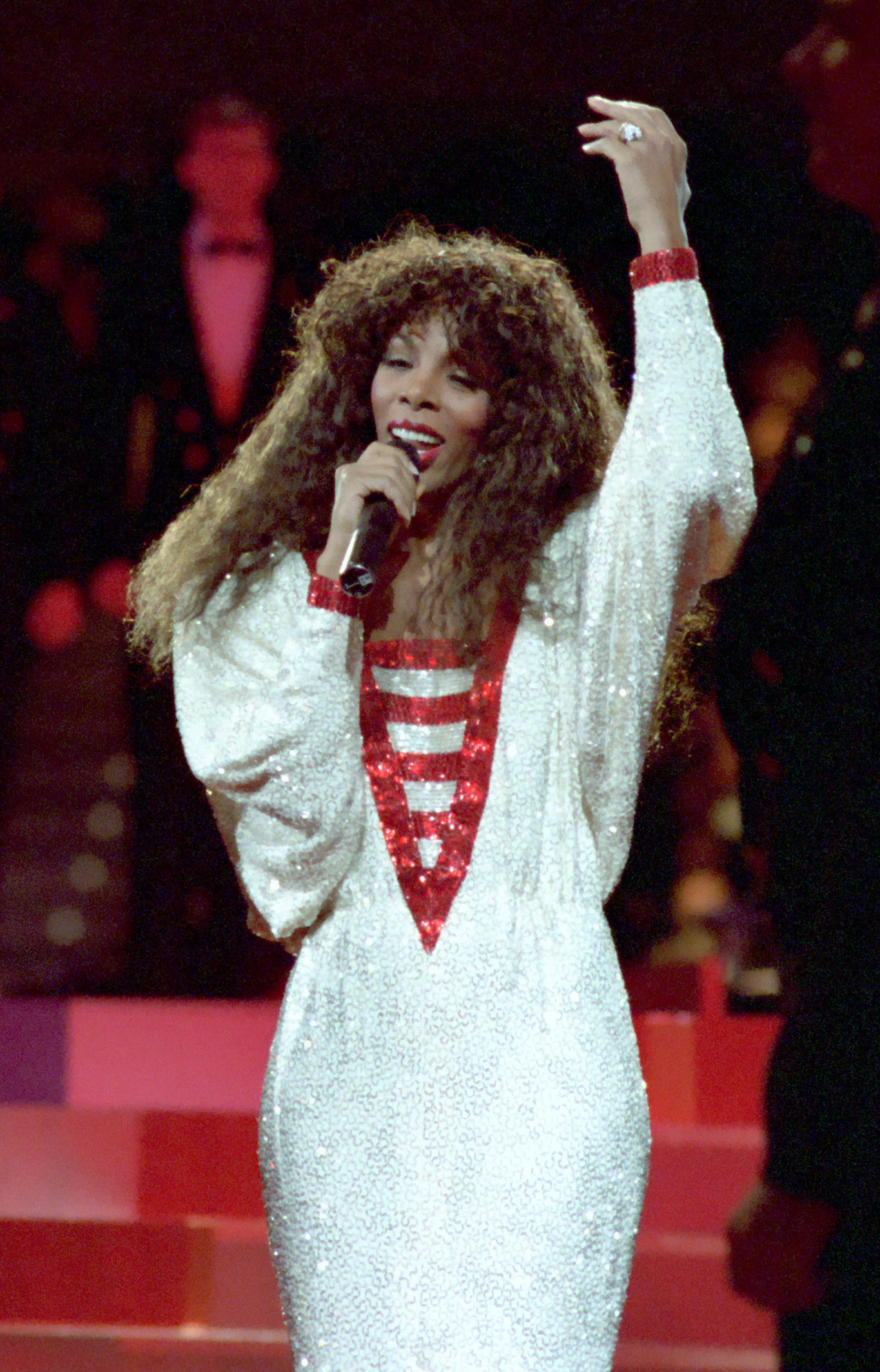
Chủ nhân đầu tiên của giải thưởng và có ba lần thắng cử là Donna Summer

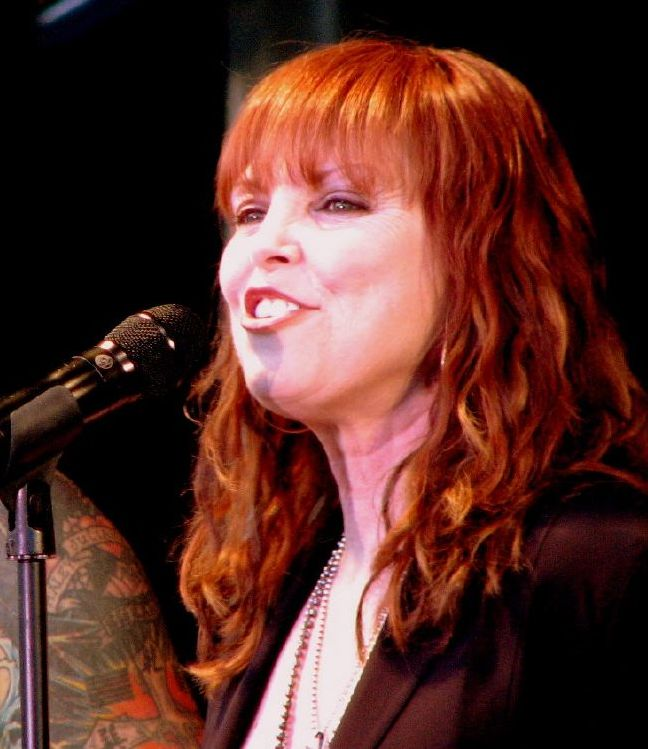
Nghệ sĩ có bốn lần thắng cử cùng tám lần đề cử là Pat Benatar

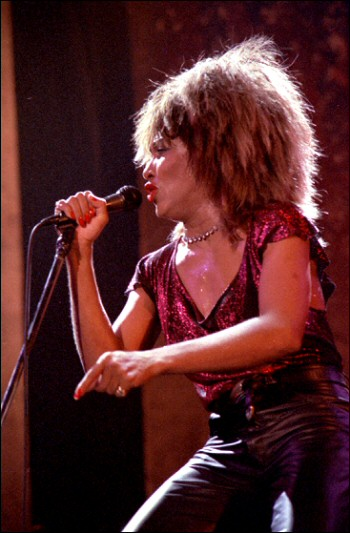
Nghệ sĩ bốn lần thắng cử cùng bảy lần đề cử là Tina Turner

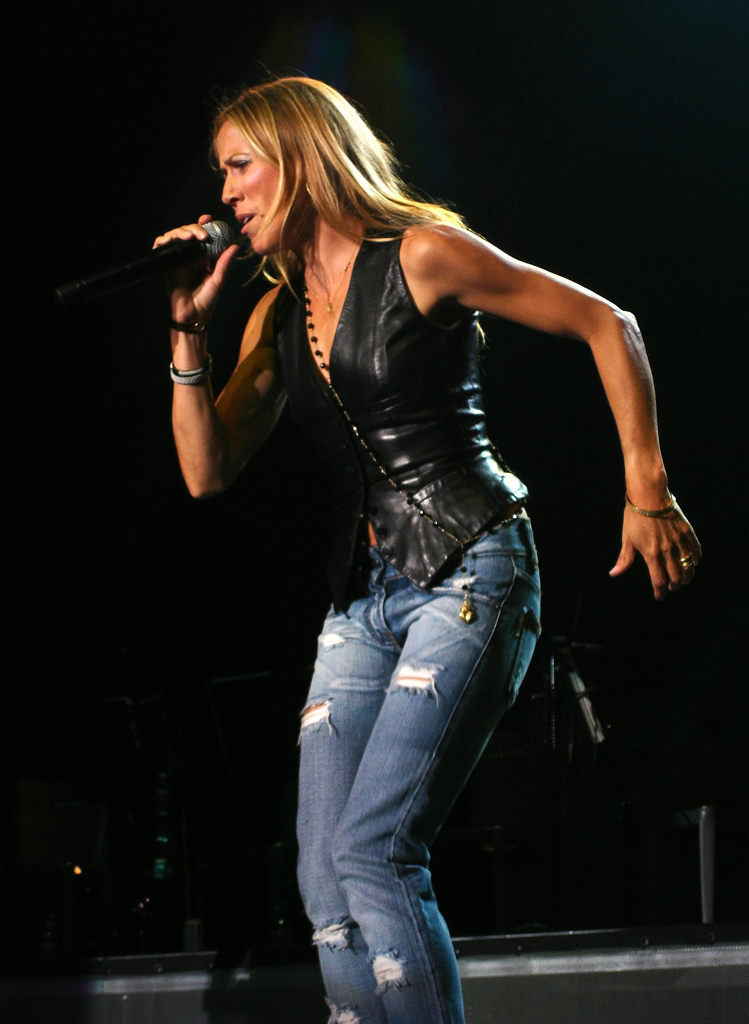
Nữ nghệ sĩ bốn lần đoạt giải cùng sáu lần đề cử là Sheryl Crow

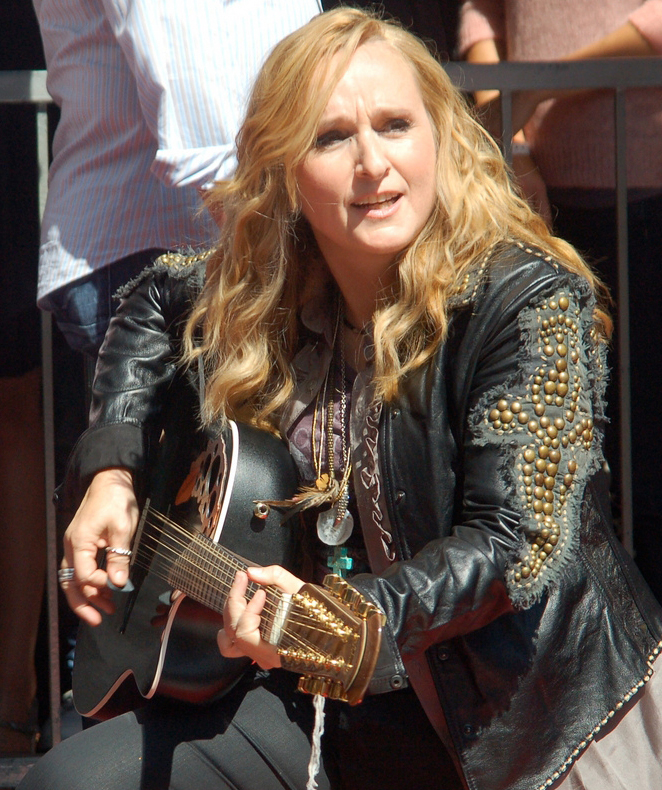
Chủ nhân của hai lần đoạt giải và chín lần đề cử là Melissa Etheridge

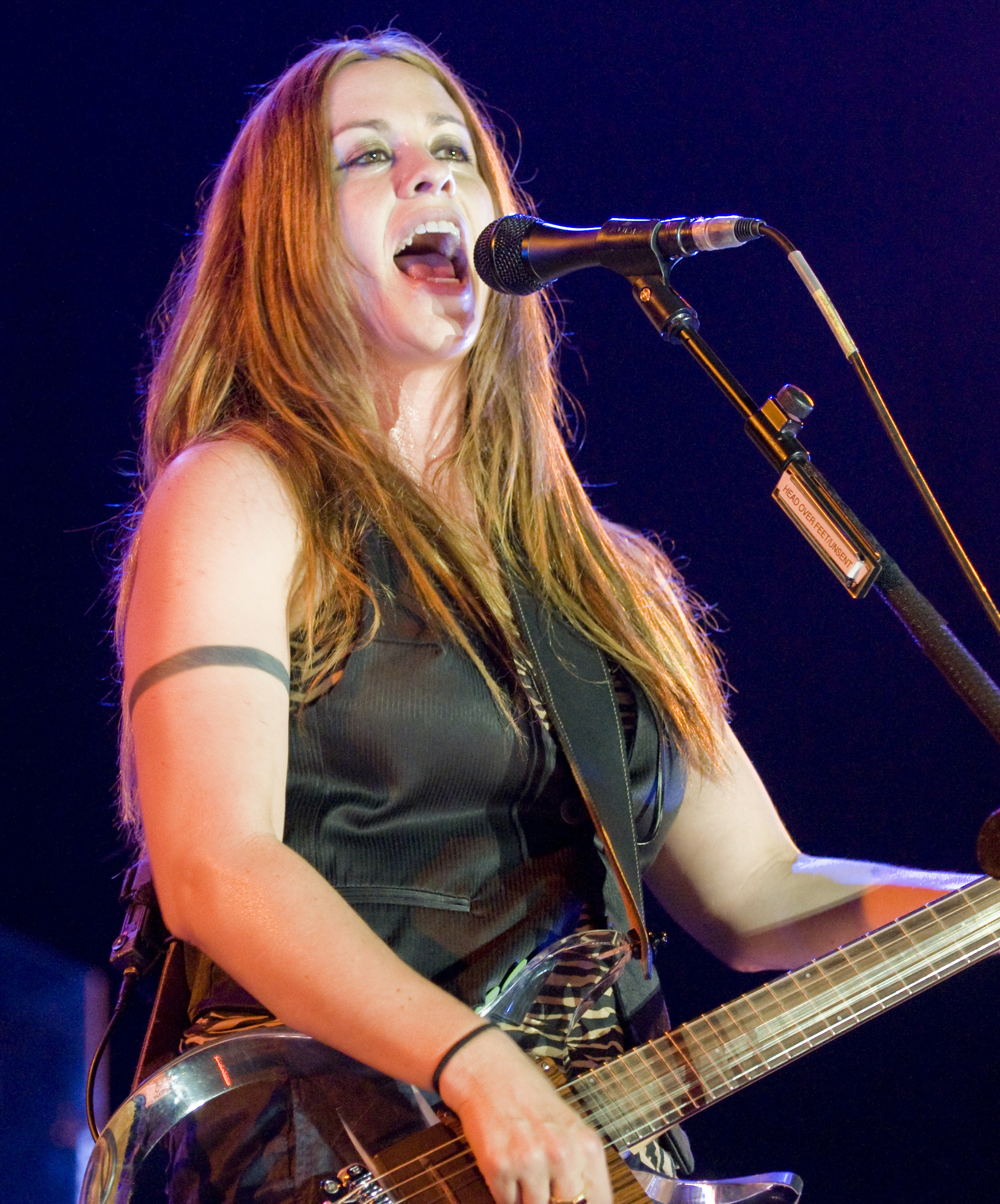
Alanis Morissette đã thắng cử hai lần và ba lần được đề cử

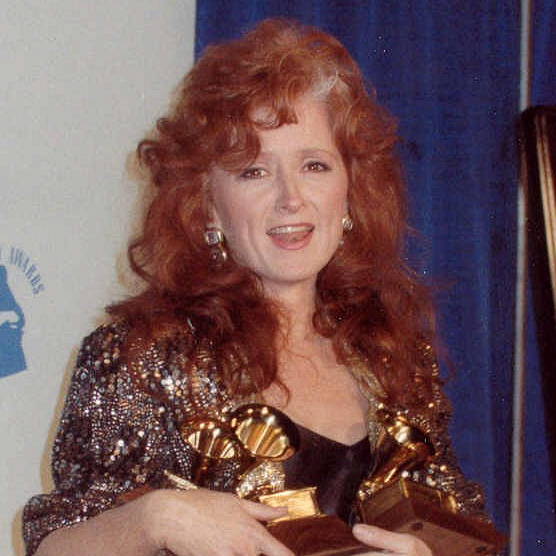
Chủ nhân giải thưởng vào năm 1990 cùng tám lần được đề cử là Bonnie Raitt

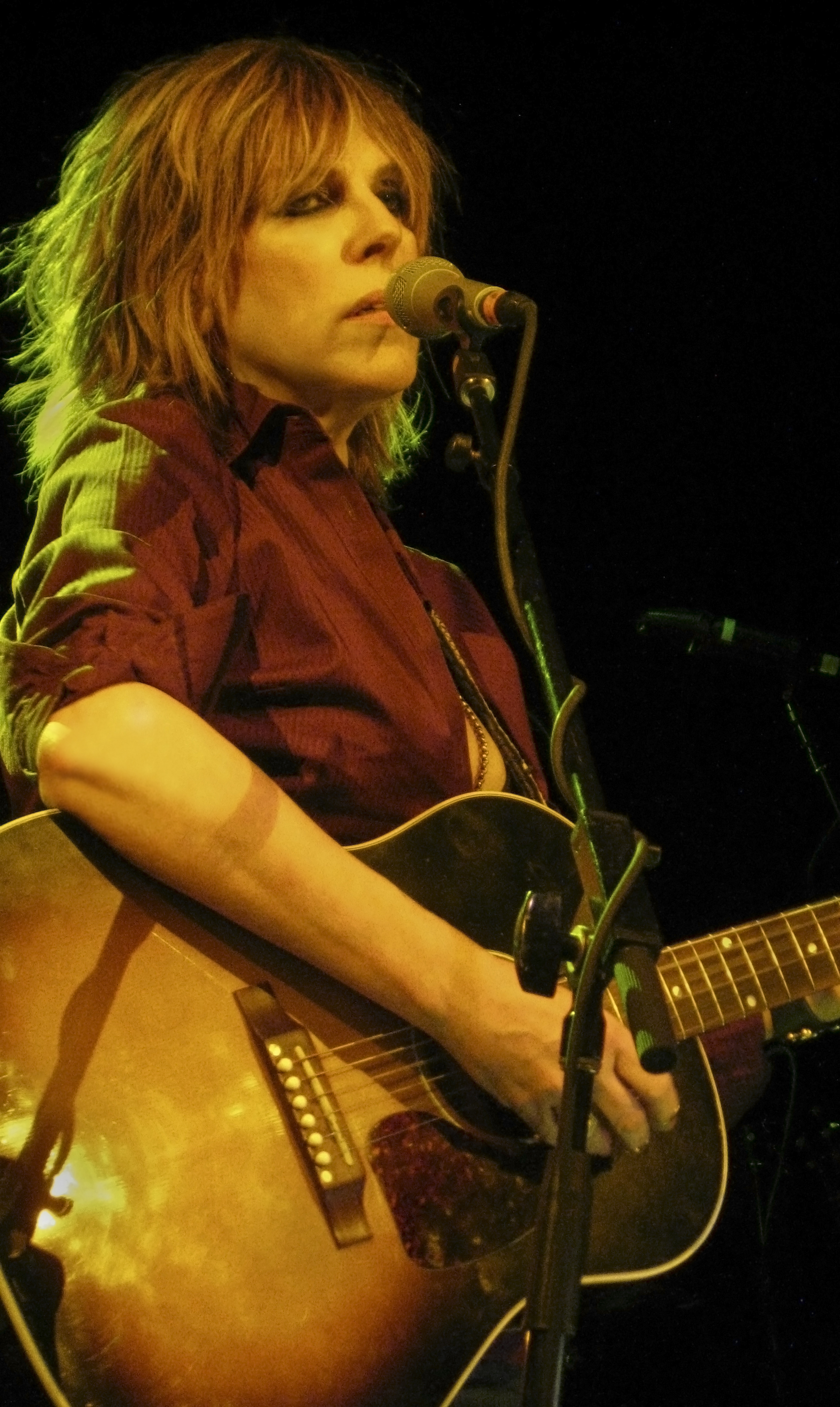
Lucinda Williams đã ba lần được đề cử và thắng cử vào năm 2002

| 1980     | Donna Summer      | "Hot Stuff"                               | - Cindy Bullens – "Survivor" - Rickie Lee Jones – "The Last Chance Texaco" - Bonnie Raitt – "You're Gonna Get What's Coming" - Carly Simon – "Vengeance" - Tanya Tucker – TNT | [ 5 ]     |
| 1981     | Pat Benatar       | Crimes of Passion                         | - Joan Armatrading – How Cruel - Marianne Faithfull – Broken English - Linda Ronstadt – "How Do I Make You" - Grace Slick – Dreams                                            | [ 5 ]     |
| 1982     | Pat Benatar       | "Fire and Ice"                            | - Donna Summer – "Cold Love" - Stevie Nicks – "Edge of Seventeen" - Yoko Ono – "Walking on Thin Ice" - Lulu – "Who's Foolin' Who"                                             | [ 6 ]     |
| 1983     | Pat Benatar       | "Shadows of the Night"                    | - Kim Carnes – Voyeur - Linda Ronstadt – "Get Closer" - Bonnie Raitt – Green Light - Donna Summer – "Protection"                                                              | [ 7 ]     |
| 1984     | Pat Benatar       | "Love Is a Battlefield"                   | - Joan Armatrading – The Key - Kim Carnes – "Invisible Hands" - Stevie Nicks – "Stand Back" - Bonnie Tyler – Faster Than the Speed of Night                                   | [ 5 ]     |
| 1985     | Tina Turner       | "Better Be Good to Me"                    | - Lita Ford – Dancin' on the Edge - Bonnie Tyler – "Here She Comes" - Wendy O. Williams – WOW - Pia Zadora – "Rock It Out"                                                    | [ 8 ]     |
| 1986     | Tina Turner       | "One of the Living"                       | - Pat Benatar – "Invincible" - Melba Moore – "Read My Lips" - Nona Hendryx – "Rock This House" - Cyndi Lauper – "What a Thrill"                                               | [ 9 ]     |
| 1987     | Tina Turner       | "Back Where You Started"                  | - Pat Benatar – "Sex as a Weapon" - Cyndi Lauper – "911" - Stevie Nicks – "Talk to Me" - Bonnie Raitt – "No Way to Treat a Lady"                                              | [ 5 ]     |
| 1988[II] | —                 | —                                         | — | [ 4 ]     |
| 1989     | Tina Turner       | Tina Live in Europe                       | - Pat Benatar – "All Fired Up" - Toni Childs – "Don't Walk Away" - Melissa Etheridge – "Bring Me Some Water" - Sinéad O'Connor – The Lion and the Cobra                       | [ 5 ]     |
| 1990     | Bonnie Raitt      | Nick of Time                              | - Pat Benatar – "Let's Stay Together" - Melissa Etheridge – Brave and Crazy - Cyndi Lauper – "I Drove All Night" - Tina Turner – Foreign Affair                               | [ 10 ]    |
| 1991     | Alannah Myles     | "Black Velvet"                            | - Melissa Etheridge – "The Angels" - Janet Jackson – "Black Cat" - Stevie Nicks – "Whole Lotta Trouble" - Tina Turner – "Steamy Windows"                                      | [ 5 ]     |
| 1992[II] | —                 | —                                         | — | [ 11 ]    |
| 1993     | Melissa Etheridge | "Ain't It Heavy"                          | - Lita Ford – "Shot of Poison" - Alison Moyet – "It Won't Be Long" - Alannah Myles – Rockinghorse - Tina Turner – "The Bitch Is Back"                                         | [ 12 ]    |
| 1994[II] | —                 | —                                         | — | [ 13 ]    |
| 1995     | Melissa Etheridge | "Come to My Window"                       | - Sheryl Crow – "I'm Gonna Be a Wheel Someday" - Liz Phair – "Supernova" - Sam Phillips – "Circle of Fire" - Bonnie Raitt – "Love Sneakin' Up On You"                         | [ 5 ]     |
| 1996     | Alanis Morissette | "You Oughta Know"                         | - Toni Childs – "Lay Down Your Pain" - PJ Harvey – "Down by the Water" - Joan Osborne – "St. Teresa" - Liz Phair – "Don't Have Time"                                          | [ 14 ]    |
| 1997     | Sheryl Crow       | "If It Makes You Happy"                   | - Tracy Bonham – "Mother Mother" - Tracy Chapman – "Give Me One Reason" - Joan Osborne – "Spider Web" - Bonnie Raitt – "Burning Down the House"                               | [ 15 ]    |
| 1998     | Fiona Apple       | "Criminal"                                | - Meredith Brooks – "Bitch" - Ani DiFranco – "Shy" - Abra Moore – "Four Leaf Clover" - Patti Smith – "1959"                                                                   | [ 16 ]    |
| 1999     | Alanis Morissette | "Uninvited"                               | - Tori Amos – "Raspberry Swirl" - Sheryl Crow – "There Goes the Neighborhood" - Ani DiFranco – "Glass House" - Lucinda Williams – "Can't Let Go"                              | [ 17 ]    |
| 2000     | Sheryl Crow       | "Sweet Child o' Mine"                     | - Tori Amos – "Bliss" - Ani DiFranco – "Jukebox" - Melissa Etheridge – "Angels Would Fall" - Sarah McLachlan – "Possession" (trực tiếp)                                       | [ 18 ]    |
| 2001     | Sheryl Crow       | "There Goes the Neighborhood (trực tiếp)" | - Fiona Apple – "Paper Bag" - Melissa Etheridge – "Enough of Me" - Alanis Morissette – "So Pure" - Patti Smith – "Glitter in Their Eyes"                                      | [ 19 ]    |
| 2002     | Lucinda Williams  | "Get Right With God"                      | - Tori Amos – "Strange Little Girl" - Melissa Etheridge – "I Want to Be in Love" - PJ Harvey – "This Is Love" - Stevie Nicks – "Planets of the Universe"                      | [ 20 ]    |
| 2003     | Sheryl Crow       | "Steve McQueen"                           | - Melissa Etheridge – "The Weakness in Me" - Avril Lavigne – "Sk8er Boi" - Bonnie Raitt – "Gnawin' on It" - Susan Tedeschi – "Alone"                                          | [ 21 ]    |
| 2004     | Pink              | "Trouble"                                 | - Michelle Branch – "Are You Happy Now?" - Avril Lavigne – "Losing Grip" - Bonnie Raitt – "Time of Our Lives" - Lucinda Williams – "Righteously"                              | [ 22 ]    |

^[I] Từng năm được liên kết với bài viết về lễ trao giải Grammy năm đó.

^[II] Giải thưởng được hợp nhất với hạng mục trình diễn giọng rock nam xuất sắc nhất, rồi trở thành hạng mục cho cả hai giới với tên gọi trình diễn rock độc tấu xuất sắc nhất.

## Nghệ sĩ nhiều lần thắng cử
4 chiến thắng
- Pat Benatar
- Tina Turner
- Sheryl Crow

2 chiến thắng
- Melissa Etheridge
- Alanis Morissette

## Nghệ sĩ nhiều lần đề cử
| 9 đề cử - Melissa Etheridge 8 đề cử - Bonnie Raitt - Pat Benatar 7 đề cử - Tina Turner 6 đề cử - Sheryl Crow 5 đề cử - Stevie Nicks 3 đề cử - Donna Summer - Cyndi Lauper - Alanis Morissette - Ani DiFranco - Tori Amos - Lucinda Williams | 2 đề cử - Joan Armatrading - Linda Ronstadt - Kim Carnes - Bonnie Tyler - Lita Ford - Toni Childs - Alannah Myles - Liz Phair - PJ Harvey - Joan Osborne - Fiona Apple - Patti Smith - Avril Lavigne |